# Провинција Ава (Шикоку)
Ава (јап. 阿波国) је једна од 66 историјских провинција Јапана, која је постојала од почетка 8. века (закон Таихо из 703. године) до Мејџи реформи у другој половини 19. века. Ава се налазила на источној обали острва Шикоку. Не треба је мешати са истоименом провинцијом на острву Хоншу.
Царским декретом од 29. августа 1871. све постојеће провинције замењене су префектурама. Територија Аве припада данашњој префектури Токушима.

## Географија
Ава је најисточнија од четири провинције острва Шикоку. На истоку је излазила на Унутрашње море. На северу се граничио са провинцијом Сануки, на западу са провинцијом Ијо, а на југу са провинцијом Тоса.